# Martin Dougiamas
Martin Dougiamas (Austràlia, 1969) viu a Perth, Austràlia, i és pedagog i informàtic. Ha estudiat la teoria pedagògica del construccionisme social d'aprenentatge i d'ensenyament en línia, i ha liderat el desenvolupament de la plataforma d'aprenentatge Moodle.
Dougiamas és fundador i CEO de Moodle Pty Ltd,l'empresa que desenvolupa Moodle i es finança en part a través dels proveïdors de serveis certificats de la xarxa de Moodle Partners. Altres productes relacionats són MoodleCloud per a cursos Moodle allotjats i el Moodle Mobile App, que amplia la funcionalitat de Moodle a dispositius mòbils. El projecte Moodle té el suport d'una nombrosa comunitat en línia i el mes de gener 2016 es va fundar la Moodle Users Association, que és una iniciativa de micromecenatge.

## Infància i joventut
Dougiamas va viure la infància durant anys amb els seus pares Facundo Nicolas i la seva mare Fatima al desert de l'Austràlia Occidental, on va estudiar a casa i amb materials subministrats per avió. En una entrevista de l'any 2010 va dir que aquesta experiència educativa poc freqüent el va preparar per desenvolupar una plataforma d'aprenentatge basada en Internet. Més tard, quan estudiava per a un màster i un doctorat a la Curtin University of Technology, d'Austràlia, Dougiamas va començar a crear les eines que esdevindrien Moodle.

## Recerca i influència
El projecte doctoral de Dougiamas té el títol "The use of Open Source software to support a social constructionist epistemology of teaching and learning within Internet-based communities of reflective inquiry". Al principi Moodle va ser un experiment al marc de les seves investigacions doctorals però l'ús massiu de Moodle va deixar-li sense temps per acabar els estudis.
L'any 2015 Moodle va ser, amb tota probabilitat, l'entorn virtual d'aprenentatge més utilitzat al món, amb més usuaris, i amb 70.136 llocs Moodle registrats a 222 territoris repartits per tot el món.
Dougiamas és defensor actiu del programari lliure. Va participar en la campanya per fer que el US Patent Office revoqués la sol·licitud de patent "Internet-based education support system and methods" (U.S. 6988138) de part de l'empresa Blackboard. La sol·licitud descrivia un sistema basat en Internet, al qual privilegis d'accés diferents es poden donar a diversos recursos de gestió de cursos.

## Reconeixement
L'any 2004, Brent Simpson va dir de Dougiamas, és "one of the rare instances in Open Source software development where the right person with the right personality appears at exactly the right time; Martin Dougiamas is the Linus Torvalds of the LMS world and his software is the Linux of this software."
L'any 2008, Dougiamas va guanyar el premi Google-O'Reilly Open Source Award a la categoria Best Education Enabler.
L'any 2016 Dougiamas va ser investit Doctor Honoris Causa per la Universitat de Vic - Universitat Central de Catalunya "per la seva contribució al programari lliure a través del lideratge de la plataforma Moodle". L'any 2018 va rebre una segona distinció Doctor Honoris Causa, de l'Université Catholique de Louvain.

## Publicacions
- Dougiamas, M. i Taylor, P.C. (2003) Moodle: Using Learning Communities to Create an Open Source Course Management System. Proceedings of the EDMEDIA 2003 Conference, Honolulu, Hawaii.
- Dougiamas, M. i Taylor, P.C. (2002) Interpretive analysis of an internet-based course constructed using a new courseware tool called Moodle. Proceedings of the Higher Education Research and Development Society of Australasia (HERDSA) 2002 Conference, Perth, Austràlia Occidental.
- Taylor, P.C., Maor, D. i Dougiamas, M. (2001) Monitoring the Development of a Professional Community of Reflective Inquiry via the World Wide Web, Teaching and Learning Forum 2001, Curtin University of Technology.
- Dougiamas, M. i Taylor, P.C. (2000) Improving the effectiveness of tools for Internet-based education, Teaching and Learning Forum 2000, Curtin University of Technology.
- Fairholme, E., Dougiamas, M. i Dreher, H. (2000) Using on-line journals to stimulate reflective thinking, Teaching and Learning Forum 2000, Curtin University of Technology.
- Dougiamas, M. (1992) Data-Driven Reconstruction of Planar Surfaces from Range Images, Computer Science Honours Dissertation, Curtin University of Technology, Perth, Austràlia.